# Sergej Boegajev
Sergei Anatolevitsj Boegajev (Russisch: Сергей Анатольевич Бугаев) (Novorossiejsk 1966) is een Sovjet en Russisch kunstenaar, musicus en acteur bekend onder zijn pseudoniem Afrika.
Hij verliet zijn ouderlijk huis op zijn veertiende om zich bij een rockband te voegen. Gedurende de jaren tachtig speelde hij in Leningrad bij verschillende rockgroepen zoals Aquarium, Kino, en Pop-mechanics. Hij werd een cultureel icoon en een belangrijke figuur in de artistieke kringen van Leningrad. Onder zijn vrienden waren de kunstenaars Timoer Novikov en Boris Grebensjtsjikov, het was in deze periode dat zijn pseudoniem ontstond. In 1986 speelde hij in ASSA, geregisseerd door Sergej Solovjov, een van de meest radicale films gemaakt gedurende de perestrojka. Tijdens het bezoek van John Cage aan Leningrad in 1988 ontmoette Afrika de Amerikaanse componist. Deze ontmoeting resulteerde in een samenwerking aan verschillende projecten. In datzelfde jaar kreeg hij een aanbod om het decor en de kostuums van de dansvoorstelling August Pace (première 1989) van de Merce Cunningham Dance Company in New York te ontwerpen.
Sindsdien heeft Afrika actief deelgenomen aan verschillende internationale programma's en zijn installaties en schilderijen zijn tentoongesteld in verschillende grote tentoonstellingscentra over de gehele wereld. Afrika werkt nog steeds in de traditie van het Russische futurisme en constructivisme. Midden jaren negentig is hij begonnen met het verwerken van de nieuwste computertechniek in in zijn installaties. In 1999 representeerde hij Rusland op de 48ste Biënnale van Venetië. Hij leeft en werkt in Sint-Petersburg, Miami en New York.
- Gemeinsame Normdatei: 119391163
- International Standard Name Identifier: 0000 0003 8236 9081
- Library of Congress Control Number: n92023115
- Nationale Bibliotheek van Israël: 987007257558005171
- RKD-Nederlands Instituut voor Kunstgeschiedenis: 128242
- Système universitaire de documentation: 070522391
- Union List of Artist Names: 500331082
- Virtual International Authority File: 264697919
- WorldCat: E39PBJycHtFDFrwRXXXd8mKyBP